# 信州上田祇園祭
信州上田祇園祭 (しんしゅううえだぎおんさい) とは毎年7月に長野県上田市で行われる祭りである。上田市で行われる夏祭りには他にも「上田わっしょい」や「信州上田大花火大会」などがある。

## 概要
上田祇園祭の起源は諸説あるが、1584年に真田昌幸により上田城が竣工し、その祝賀に際し「常田獅子」や「房山獅子」が舞い、後に、「お山の天王」と「お舟の天王」という「山車」や「おねり」での参列により形成された。その後の祇園祭は自治体単位で神社の氏子たちにより、疫病退散や地鎮祭の意味を込めて「みこし」を揚げていたと考えられている。2006年には参加自治体により選出された信州上田祇園祭実行委員会が組織され、実行委員会の自主運営で上田市近隣の夏祭りの先陣を切る祭として行われた。2015年の祇園祭では、参加35自治会、宮神輿、樽神輿、子供神輿合わせて78基が上田市の中心市街地に集まり開催された。

## 近年の祇園祭
近年は7月の第3土曜日に行われることが多く、会場は上田市の海野町商店街・中央2丁目交差点・横町交差点ほかで行われる。令和6年度の回では24自治体、およそ3000人が宮神輿や樽神輿、子供神輿を揚げ中心市街地を練り歩いた。また、上田祇園祭の当日昼には「お舟の天王山車」が海野町を曳航する。

### 交通規制
祇園祭に合わせて、会場である海野町商店街・大手町通り・松尾町通り・原町通りは夕方から夜にかけて交通規制が行われる。

### 交通
祇園祭に伴い、上田電鉄別所線では祇園祭が行われる夜の便を増便するなどの処置をとっている。

### 生中継
上田ケーブルビジョンは例年上田祇園祭の生中継を行なっており、祭りの模様を中心に、各自治体の代表者のインタビューも交えながら放送している。